# Грин, Томас Хилл
То́мас Хилл Грин (англ. Thomas Hill Green; 7 апреля 1836 года, д. Биркин, Уэст-Йоркшир — 26 марта 1882 года, Оксфорд) — британский философ, основоположник английского социал-либерализма. Профессор Оксфорда.

## Биография
Сын священника-евангелика. Мать его умерла, когда ему был только год. По отцовской линии среди его предков был Оливер Кромвель, вызывавший у Грина восхищение.
До 14 лет он был на домашнем обучении, затем в 1850-55 годах учился в школе Рагби. Его соученики там, среди которых был Генри Сиджвик, отмечали его серьёзность. В 1855 г. поступил в оксфордский Баллиол-колледж. Там он получил классическое образование, изучал философию, право и современную историю, влияние на него оказал профессор Бенджамин Джоуитт. Сразу по окончании колледжа с отличием в 1859 году был назначен в нём же временным лектором истории, в ноябре 1860 г. он стал членом колледжа (в 1872 году будет переизбран) и начал преподавать философию. В 1864 году безуспешно пытался занять кафедру моральной философии Сент-Эндрюсского ун-та. С 1866 года тьютор Баллиол-колледжа. В 1875 году получил степень LL.D. в университете Глазго. С 1878 года профессор моральной философии Оксфорда. Читал лекции по религии, гносеологии, этике и политической философии.
Воспитанный христианином, он попал под мощное влияние немецкой библейской критики. Грин считал, что Иисус был рождён обычным человеком.
Принимал активное участие в местной политической жизни, являлся активным членом Либеральной партии и избирался членом Оксфордского горсовета (с 1876 года). Также состоял в обществе трезвости и университетских либеральных кружках. Грин был республиканцем и противником наследственных привилегий. При прохождении второго парламентского Закона о реформе, агитировал за равные права даже для тех людей, которые не обладали достаточной собственностью. В этом смысле позиция Грина была более радикальной, чем у большинства других либералов, в том числе Гладстона. Именно в контексте его деятельности в Либеральной партии, о которой он заявил в 1881 году, оно стало одним из самых известных его заявления о его либеральной политической философии, там он рассказал лекцию о либеральном законодательстве и свободе договора.[уточнить]
Умер от заражения крови в возрасте 45 лет. В дополнении к друзьям Грина из его академической жизни, около двух тысяч местных горожан присутствовали на его похоронах в Оксфорде.
В 1871 г. женился на Шарлотте Саймондс, детей не было.
Большинство его главных работ были опубликованы лишь посмертно, в их числе «Prolegomena to Ethics» (1883).

## Социал-либерализм
В либерализме есть большой акцент на индивидуализме, что проясняет Грин в своих в работах. Однако он также подчеркивает, что отдельные люди являются частью сообщества, и что человек имеет определенные обязательства перед обществом. Его идеи следует рассматривать в контексте индустриализации в Англии, где важное социально-экономическое неравенство приводило к бедности и плохому здоровью. Грин выступают за равные возможности для всех своего личного саморазвития.
Грин играет важную роль в либеральном дискурсе, потому что, в дополнение к отрицательной свободы, необходимость позитивных свобод введен в британском либерализма. положительные свобод, а также за социальные права людей к самореализации.
Грин был за прогрессивные либеральные идеи, которые были широко поддержаны в Англии и сместили фокус в либерализме строгого невмешательства, заменив классический либеральный подход к более прогрессивному социальному-либерализму, в котором государство предоставляет права для граждан. Грин совместно с марксистами, считал идеалом общества без классовой борьбы, с тем отличием, что Грин считает, что это будет через свободный рынок. Идеи Грина вдохновил многих британских либералов, чтобы заложить основы для социального государства.

## Философия
В метафизике Грин исходил из понятия «абсолютной реальности», в рамках которой любая индивидуальность — это логическая фикция. Сознание человека является частью «всеобщего сознания» (см. Абсолютный дух и Общественное сознание), в противном случае следовало бы признать, что оно появляется «из ничего». Грин выступил с критикой позитивизма, утверждая, что природа предполагает чётко упорядоченные пространственные, временные и логические отношения и источником таких отношений может быть только человеческий разум. Таким образом, разум, вовсе не являясь побочным продуктом природы, выступает её источником и устроителем, и постижение мира происходит, когда человек следует отвечающему на его вопросы разумному началу, или «духовному принципу в природе». Природа есть откровение Божьего разумения, всегда частичное, однако развивающееся.
Благая жизнь состоит в осуществлении человеческих потенций, возвращении к истинному Я, ориентированному не на потребности сегодняшнего дня, но на стремление к тем благам, которые разум одобряет в силу их достоинства и непреходящей значимости. Основанием политического обязательства является, по Грину, понятие «общей воли». Наши обязательства перед государством основаны на том, что государство служит средством осуществления общего блага. Наши права в отношении других людей основаны на том, что только признание этих прав может помочь в достижении целей, которые ставятся и нами, и другими людьми.